# Neaetha catula
Neaetha catula är en spindelart som beskrevs av Simon 1885 [1886. Neaetha catula ingår i släktet Neaetha och familjen hoppspindlar. Inga underarter finns listade i Catalogue of Life.